# Ruperto Herrera Tabio
Ruperto Herrera Tabio, né le 6 décembre 1949, à La Havane, à Cuba, est un ancien joueur cubain de basket-ball. 
En juillet 2015, il est nommé au FIBA Hall of Fame.

## Palmarès
- 3e des Jeux olympiques 1972